# 1991-es Formula–1 portugál nagydíj
A portugál nagydíj volt az 1991-es Formula–1 világbajnokság tizenharmadik futama.

## Futam
Estorilban Patrese győzött az időmérő edzésen Berger, Senna és Mansell előtt. A rajt után Mansell a második helyre, csapattársa mögé ért fel, majd a Williamsek folyamatosan távolodtak a McLarenektől. A 18. körben Patrese a célegyenesben elengedte Mansellt, hogy a brit világbajnoki esélyét növelje. Mansell autóján azonban a 29. körben történt kiállásánál rosszul rögzítették a jobb hátsó kerekét és még a boxutcában lerepült a gumiabroncs az autóról. Miután a csapat visszarögzítette kereket, a brit a 17. helyen állt, majd később fekete zászlóval kiintették (ekkor már 6. volt) a versenyből a boxutcai eset miatt. A versenyt Patrese nyerte Senna, Alesi, Martini, Piquet és Schumacher előtt. Mansell a verseny után gyakorlatilag elveszítette esélyét a világbajnoki címre, hátránya 24 pont volt Sennával szemben, három futammal a szezon vége előtt.
|         | Rsz. | Versenyző          | Csapat             | Körök | Idő/Kiesések  | Rajthely | Pontok |
| ------- | ---- | ------------------ | ------------------ | ----- | ------------- | -------- | ------ |
| 1       | 6    | Riccardo Patrese   | Williams-Renault   | 71    | 1:35:42,304   | 1        | 10     |
| 2       | 1    | Ayrton Senna       | McLaren-Honda      | 71    | + 20,941      | 3        | 6      |
| 3       | 28   | Jean Alesi         | Ferrari            | 71    | + 53,554      | 6        | 4      |
| 4       | 23   | Pierluigi Martini  | Minardi-Ferrari    | 71    | + 1:03,498    | 8        | 3      |
| 5       | 20   | Nelson Piquet      | Benetton-Ford      | 71    | + 1:10,033    | 11       | 2      |
| 6       | 19   | Michael Schumacher | Benetton-Ford      | 71    | + 1:16,582    | 10       | 1      |
| 7       | 15   | Maurício Gugelmin  | Leyton House-Ilmor | 70    | + 1 kör       | 7        |        |
| 8       | 33   | Andrea de Cesaris  | Jordan-Ford        | 70    | + 1 kör       | 14       |        |
| 9       | 24   | Gianni Morbidelli  | Minardi-Ferrari    | 70    | + 1 kör       | 13       |        |
| 10      | 32   | Roberto Moreno     | Jordan-Ford        | 70    | + 1 kör       | 21       |        |
| 11      | 26   | Érik Comas         | Ligier-Lamborghini | 70    | + 1 kör       | 23       |        |
| 12      | 7    | Martin Brundle     | Brabham-Yamaha     | 69    | + 2 kör       | 19       |        |
| 13      | 3    | Nakadzsima Szatoru | Tyrrell-Honda      | 68    | + 3 kör       | 17       |        |
| 14      | 11   | Mika Häkkinen      | Lotus-Judd         | 68    | + 3 kör       | 24       |        |
| 15      | 9    | Michele Alboreto   | Footwork-Ford      | 68    | + 3 kör       | 22       |        |
| 16      | 25   | Thierry Boutsen    | Ligier-Lamborghini | 68    | + 3 kör       | 20       |        |
| 17      | 16   | Ivan Capelli       | Leyton House-Ilmor | 64    | Kicsúszás     | 9        |        |
| Kiesett | 4    | Stefano Modena     | Tyrrell-Honda      | 56    | Motorhiba     | 12       |        |
| Kizárva | 5    | Nigel Mansell      | Williams-Renault   | 51    | Kizárva       | 4        |        |
| Kiesett | 30   | Szuzuki Aguri      | Lola-Ford          | 40    | Erőátvitel    | 25       |        |
| Kiesett | 27   | Alain Prost        | Ferrari            | 39    | Motorhiba     | 5        |        |
| Kiesett | 2    | Gerhard Berger     | McLaren-Honda      | 37    | Motorhiba     | 2        |        |
| Kiesett | 21   | Emanuele Pirro     | Dallara-Judd       | 18    | Motorhiba     | 16       |        |
| Kiesett | 22   | Jyrki Järvilehto   | Dallara-Judd       | 21    | Váltó         | 18       |        |
| Kiesett | 8    | Mark Blundell      | Brabham-Yamaha     | 12    | Felfüggesztés | 15       |        |
| Kiesett | 12   | Johnny Herbert     | Lotus-Judd         | 1     | Motorhiba     | 26       |        |
| NK      | 29   | Eric Bernard       | Lola-Ford          |       |               |          |        |
| NK      | 17   | Gabriele Tarquini  | AGS-Ford           |       |               |          |        |
| NK      | 34   | Nicola Larini      | Lambo-Lamborghini  |       |               |          |        |
| NK      | 35   | Eric van de Poele  | Lambo-Lamborghini  |       |               |          |        |
| NeK     | 18   | Fabrizio Barbazza  | AGS-Ford           |       |               |          |        |
| NeK     | 14   | Olivier Grouillard | Fondmetal-Ford     |       |               |          |        |
| NeK     | 10   | Alex Caffi         | Footwork-Ford      |       |               |          |        |
| NeK     | 31   | Pedro Chaves       | Coloni-Ford        |       |               |          |        |

## A világbajnokság élmezőnyének állása a verseny után
| H  | Versenyzők       | Pont | H  | Konstruktőrök    | Pont |
| -- | ---------------- | ---- | -- | ---------------- | ---- |
| 1. | Ayrton Senna     | 83   | 1. | McLaren-Honda    | 114  |
| 2. | Nigel Mansell    | 59   | 2. | Williams-Renault | 103  |
| 3. | Riccardo Patrese | 44   | 3. | Ferrari          | 43   |
| 4. | Gerhard Berger   | 31   | 4. | Benetton-Ford    | 36   |
| 5. | Alain Prost      | 25   | 5. | Jordan-Ford      | 13   |

## Statisztikák
Vezető helyen:
- Riccardo Patrese: 59 (1-17 / 30-71)
- Nigel Mansell: 12 (18-29)

Riccardo Patrese 5. győzelme, 7. pole-pozíciója, Nigel Mansell 22. leggyorsabb köre.
- Williams 50. győzelme

Nelson Piquet 200. versenye.